# Paolina Leopardi
Paolina Leopardi (Recanati, 5 de octubre de 1800 – Pisa, 13 de marzo de 1869) fue una escritora y traductora italiana. Hermana de Giacomo Leopardi, fue autora de varias traducciones del francés y de una biografía de Mozart.

## Biografía
Paolina Leopardi fue la única hija y la tercera de los diez hijos del conde Monaldo y de Adelaida Antici, después de Giacomo y Carlos.

### Juventud
Fue bautizada en la iglesia de Santa Maria Morello en Recanati, con el nombre de Paolina Francesca Saveria Placida Blancina Adelaide. Según lo que ella misma escribió, nació sietemesina, ya que la madre «embarazada de siete meses, se cayó por las escaleras, y yo me apresuré, decidida a salir fuera para disfrutar de este hermoso mundo, del cual ahora me apresuraría a salir, si pudiera».
Era «pequeña y débil, tenía el pelo oscuro y corto, ojos de un azul matizado, rostro aceitunado y redondo: era fea, pero de una amabilidad y bondad que la hacían parecer hermosa para quien la conociera íntimamente». En presencia de extraños hablaba poco, dándoles una impresión de escasa cordialidad. En realidad, era muy tímida y «había vivido demasiado alejada de la sociedad como para saber adaptarse a ella con facilidad.

### Las primeras traducciones
Así pasaron los años, junto con los pretendientes, y Paolina continuó su vida de reclusión doméstica. "Vivía encerrada en una habitación, esclava de sus viejas costumbres y de su madre, que la trataba como a una niña pequeña": no fue casualidad que tradujera del francés un libro como Expédition nocturne autour de ma chambre, de Xavier de Maistre, y que su traducción fuera publicada en 1832 por un editor de Pesaro. La única salida, mientras la correspondencia con Giacomo se adelgazaba, eran las cartas que intercambiaba, a partir de 1829, con sus hermanas Marianna y Anna Brighenti: 
Entre los otros motivos que han entristecido mi vida y que han secado en mí las fuentes de alegría y de vivacidad, uno es el de vivir en Recanati, lugar abominable y odioso; otro es el de tener en Mamà a una persona ultraconservadora [. ...] Quiero reír y llorar al mismo tiempo: amar y desesperar, pero siempre amar, y ser amado por igual, subir al tercer cielo, y luego caer [...] Me parece que me he convertido en un cadáver, y que sólo me queda mi alma, que también está medio muerta, porque carece de sensaciones de ningún tipo.
Todavía en Recanati, en 1837, recibió la noticia de la muerte de Giacomo. Como homenaje a la boda de Carradori-Simonetti, la familia Compagnoni Marefoschi publicó una versión elegante y numerada de su Vida de Mozart. En una carta a Anna Brighenti, se dice que Paolina interpretó su escrito como una traducción y reducción de una obra francesa, que en el curso de la impresión, para su gran decepción, la familia boloñesa había enmendado los episodios más picantes. La breve biografía de Pauline no es una traducción literal de la Vie de Mozart de Stendhal -que, por otra parte, es un plagio de una nota periodística de Théophile Frédéric Winckler, a su vez una traducción de la necrológica de Mozart de Friedrich von Schlichtegroll-, sino que es un escrito derivado también de las Anedoctes sur Mozart de Carl Friedrich Cramer de 1801 y de la Biographie W. A. Mozarts von Nilsson. A. Mozarts de von Nilssen, publicado en 1828 y señalado por la propia Pauline como su fuente.

### Últimos años
En los últimos años de su vida, Paulina se quitó la ropa negra y salió de Recanati para ir a Ancona,y luego a Grottammare. En 1863 estuvo en Florencia, al año siguiente visitó Emilia y finalmente conoció en persona a las hermanas Brighenti, en Módena. No hubo un año en el que no viajara a las más diversas ciudades italiana. En 1867 rindió homenaje a la tumba de su hermano, en Nápoles, y al año siguiente se instaló en un hotel de Pisa, la ciudad más querida de Giacomo, donde visitó sus lugares y conoció a una amiga suya, Teresa Lucignani.
Desde Pisa se trasladó ocasionalmente a la cercana Florencia. En febrero de 1869 regresó a Pisa con fiebre: se dijo que era una bronquitis y quizá una pleuresía de la que no se recuperó. Murió a las dos de la madrugada del 13 de marzo, asistido por su hermana Teresa: sus restos, llevados a Recanati, están enterrados en la iglesia de Santa Maria di Varano, en el cementerio civil.